# Varenna
Varenna (lombardul Varéna) olasz város, Lombardiában, Lecco megyében.

## Fekvése
A Comói-tó partján, Bellaggióval szemben helyezkedik el.

## Galéria

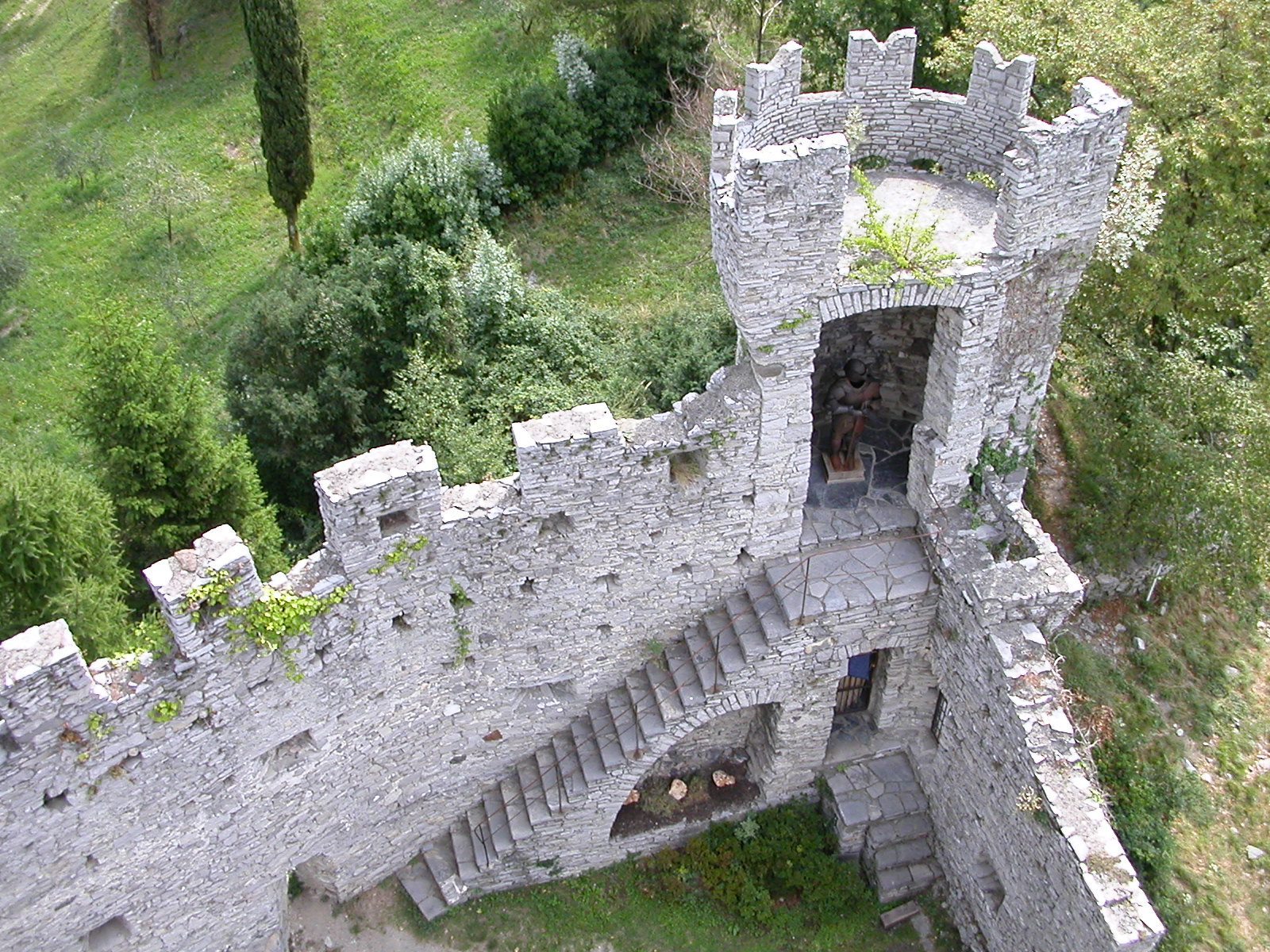
A Vezio-kastély tornya
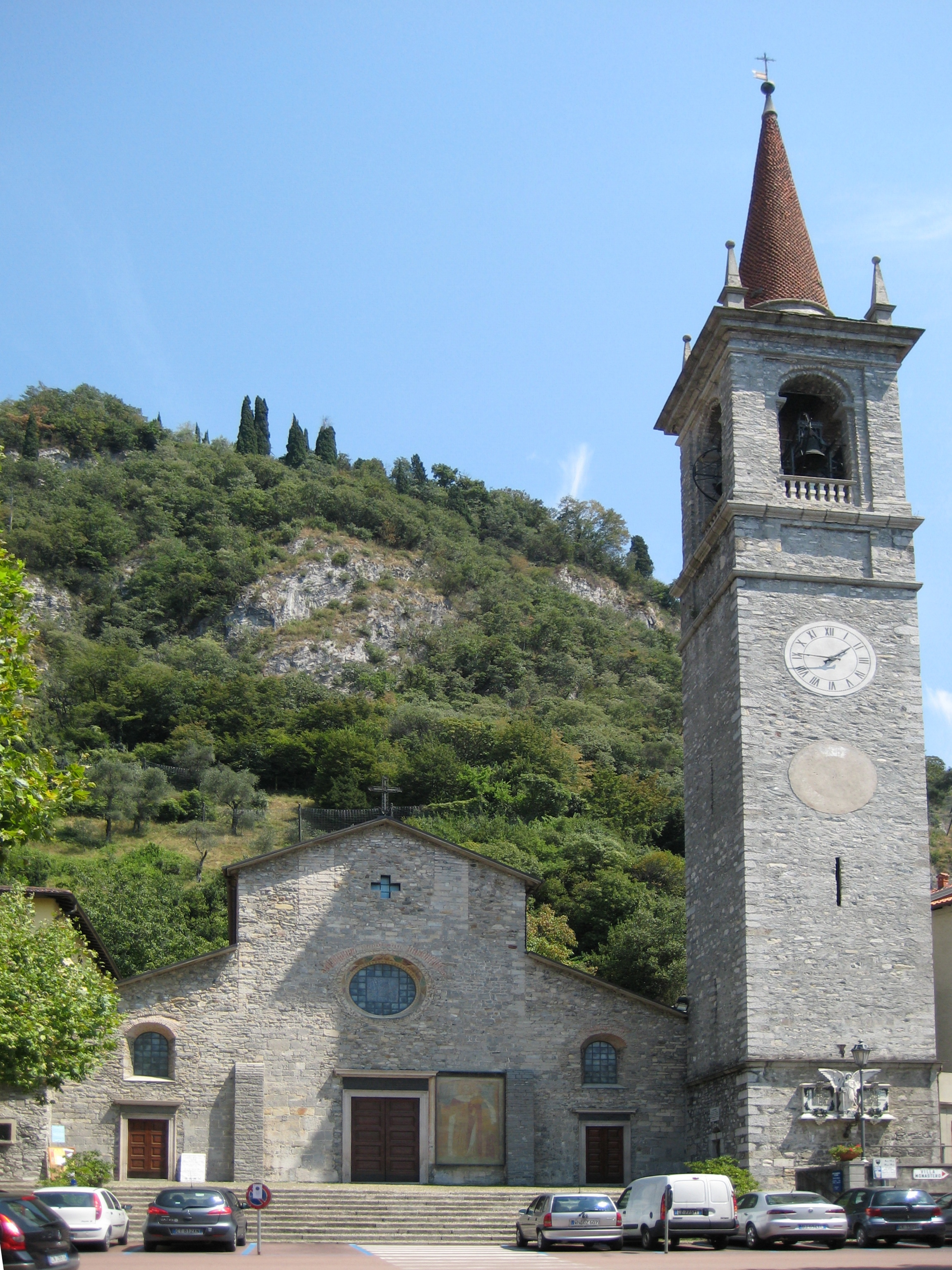
Chiesa di San Giorgio
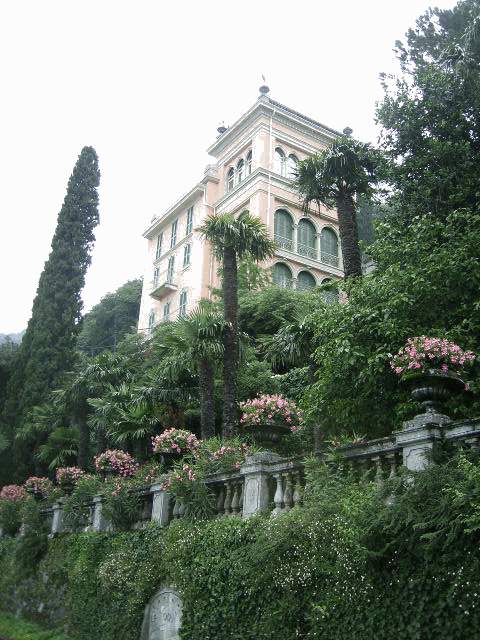
Villa a tóparton
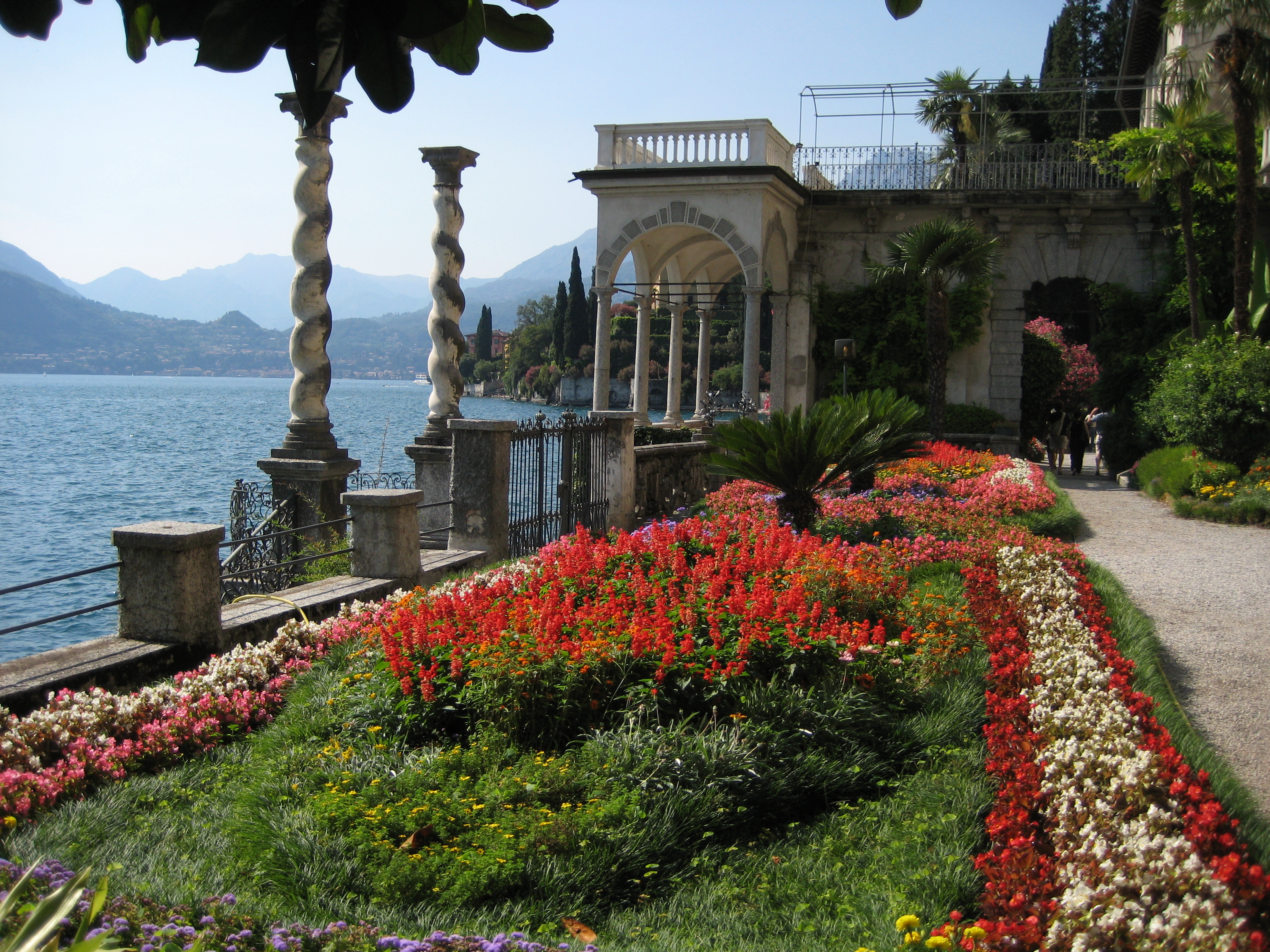
A Villa Monastero kertje
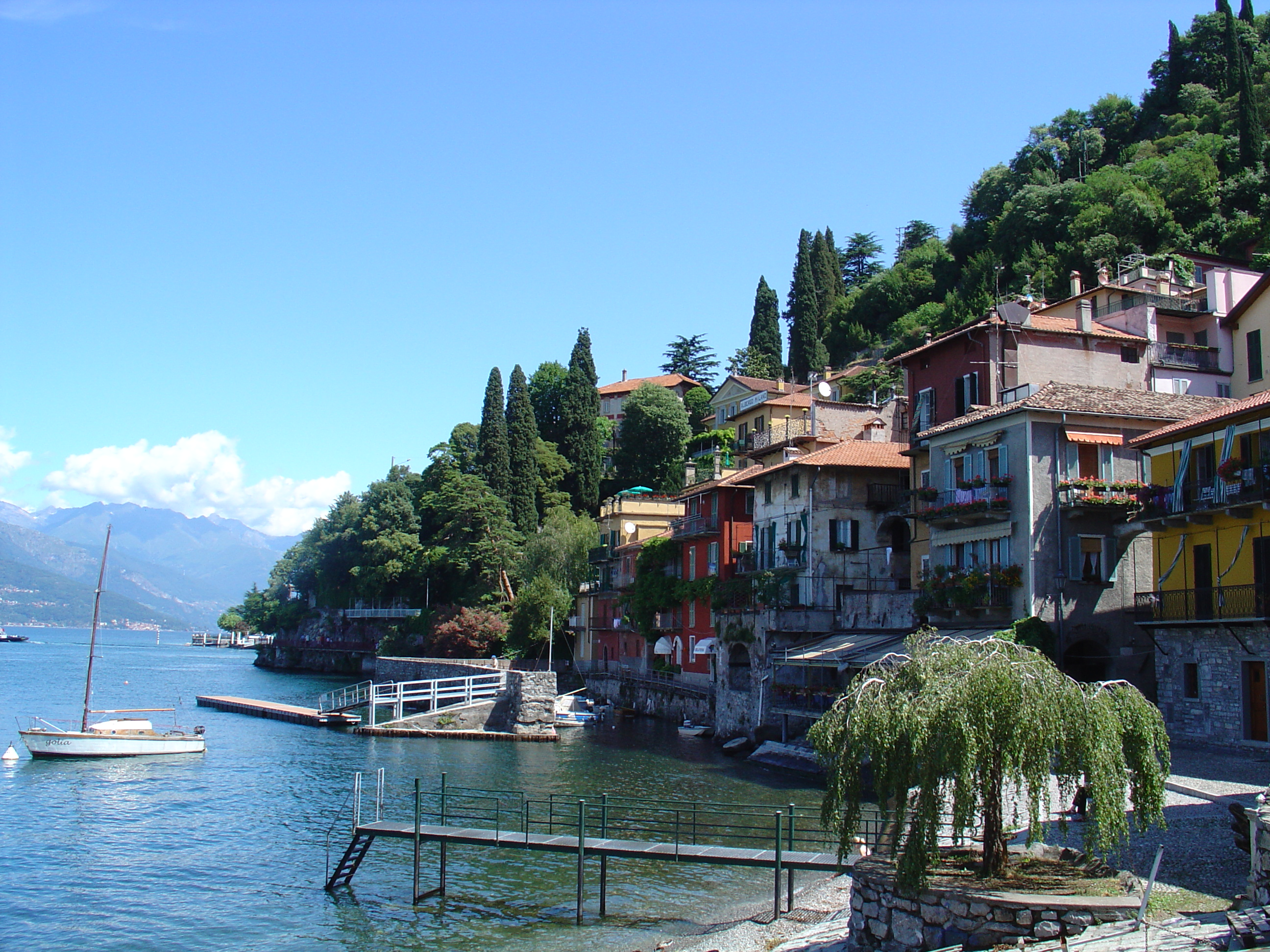
Porticciolo
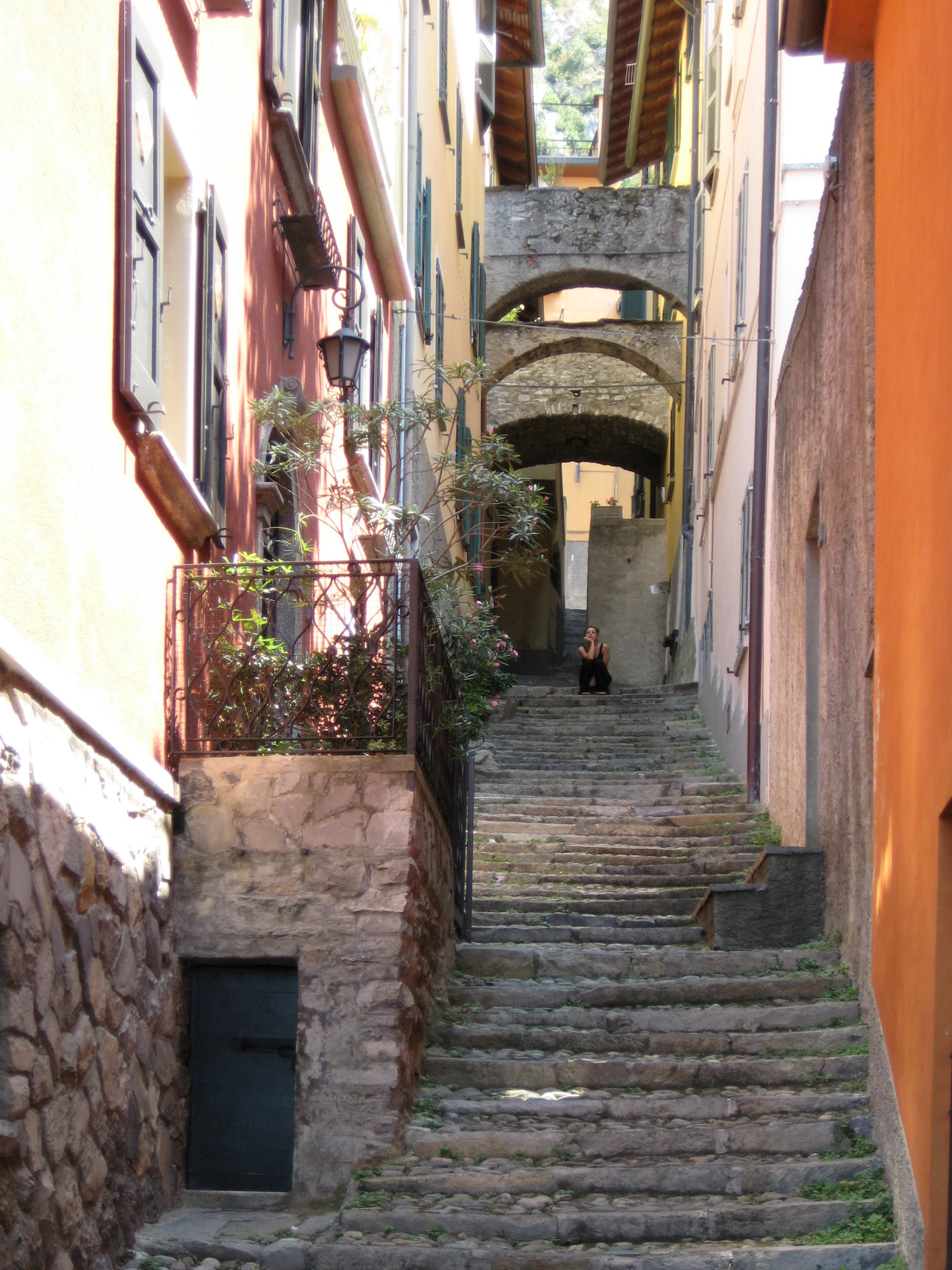
Utcarészlet
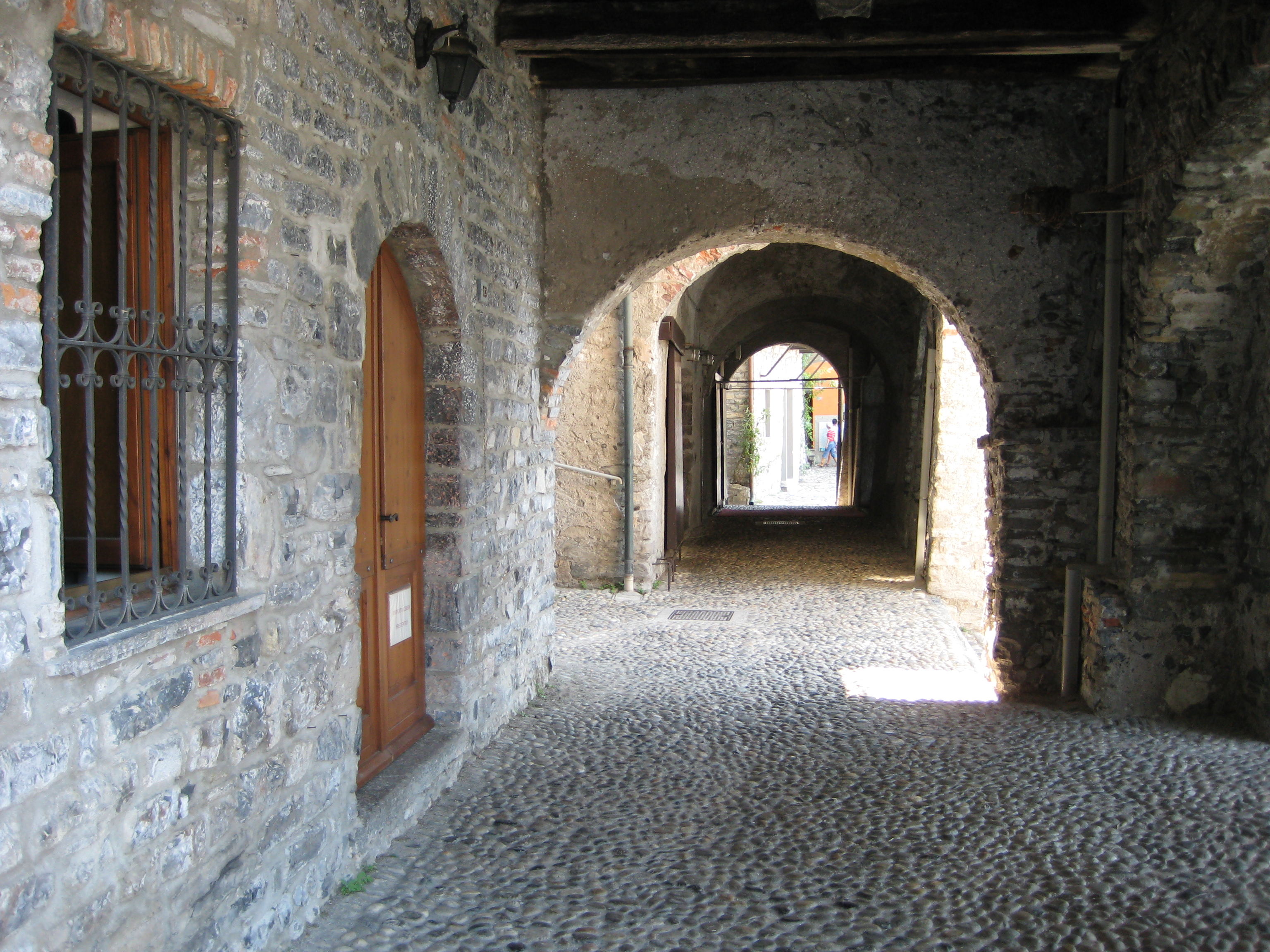
Árkádok
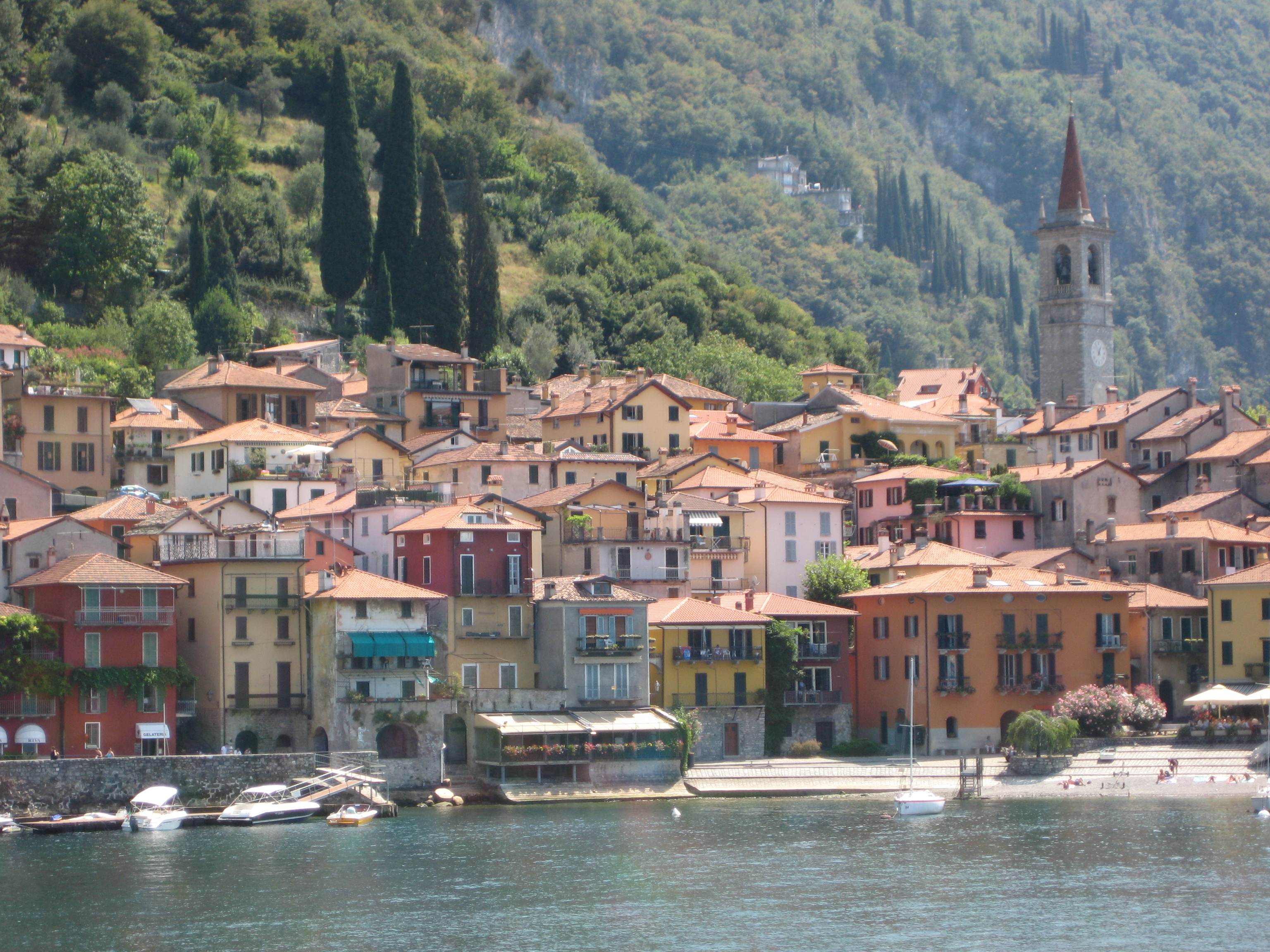
Látkép

### Fordítás
- Ez a szócikk részben vagy egészben  a   Varenna című olasz Wikipédia-szócikk fordításán alapul.  Az eredeti cikk szerkesztőit annak laptörténete sorolja fel. Ez a jelzés csupán a megfogalmazás eredetét és a szerzői jogokat jelzi, nem szolgál a cikkben szereplő információk forrásmegjelöléseként.
- A Wikimédia Commons tartalmaz Varenna témájú kategóriát.